# Graval
Graval település Franciaországban, Seine-Maritime megyében. Lakosainak száma 156 fő (2022. január 1.). Graval Flamets-Frétils, Mortemer és Nesle-Hodeng községekkel határos.

## Népesség
A település népességének változása:
| Lakosok száma | 168  | 155  | 151  | 155  | 149  | 155  | 155  | 156  | 156  |
|               | 2013 | 2015 | 2016 | 2017 | 2018 | 2019 | 2020 | 2021 | 2022 |